# Lijst van personen overleden in 1944
Dit is een lijst van personen die zijn overleden in 1944.

## Januari

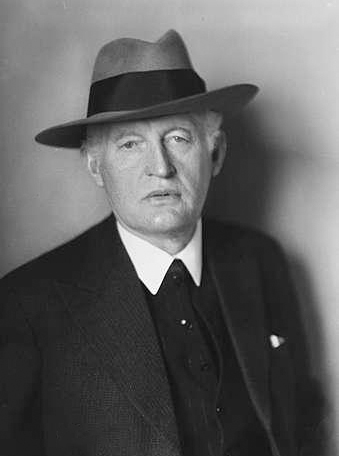
Edvard Munch
23 januari

| 1 | 2 | 3 | 4 | 5 | 6 | 7 | 8 | 9 | 10 | 11 | 12 | 13 | 14 | 15 | 16 | 17 | 18 | 19 | 20 | 21 | 22 | 23 | 24 | 25 | 26 | 27 | 28 | 29 | 30 | 31 |
| - | - | - | - | - | - | - | - | - | -- | -- | -- | -- | -- | -- | -- | -- | -- | -- | -- | -- | -- | -- | -- | -- | -- | -- | -- | -- | -- | -- |

### 9 januari
- Johanna Beyer (55), Duits-Amerikaans componiste
- Antanas Smetona (69), Litouws politicus

### 15 januari
- Georg Köhl (33), Duits voetballer

### 23 januari
- Edvard Munch (80), Noors kunstschilder

## Februari

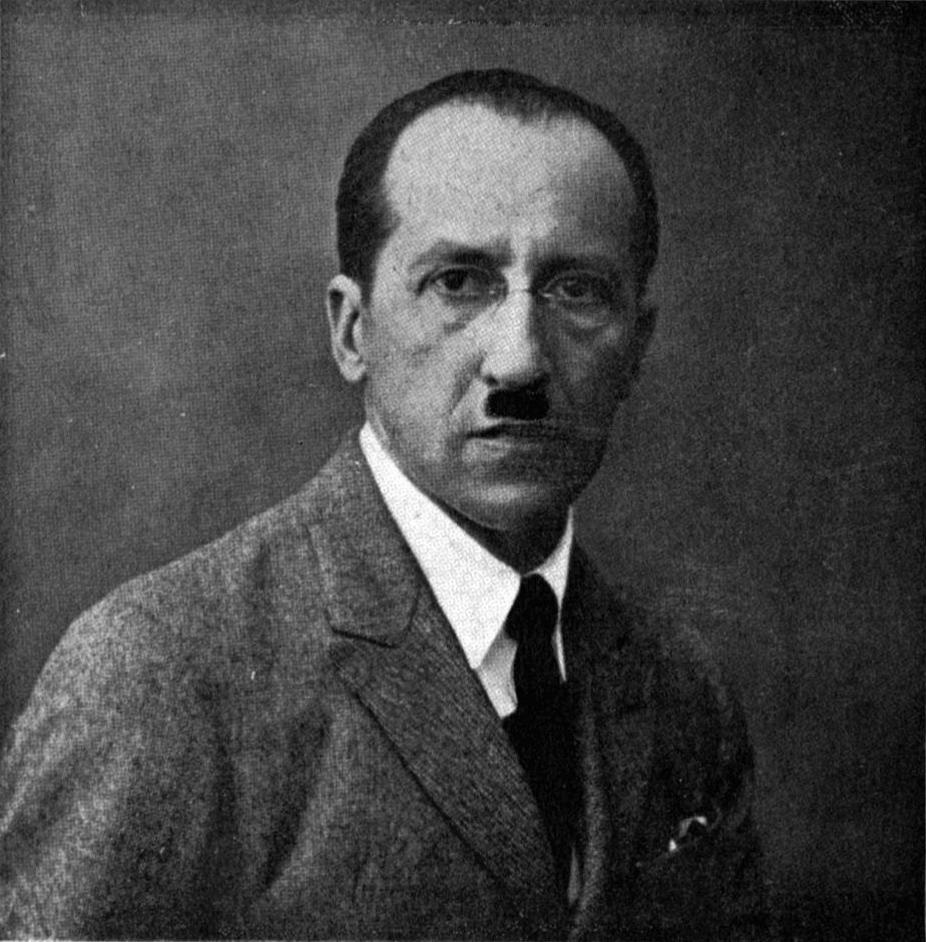
Piet Mondriaan
1 februari

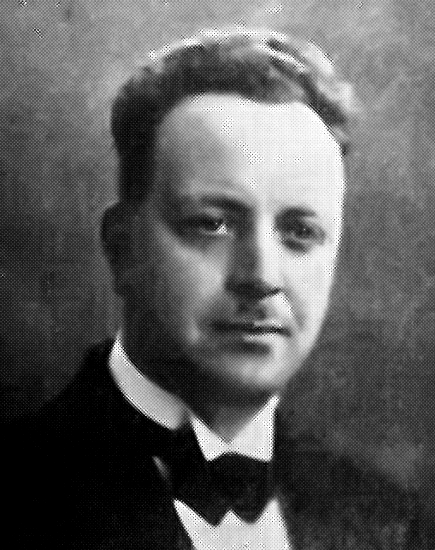
Julien Lehouck
25 februari

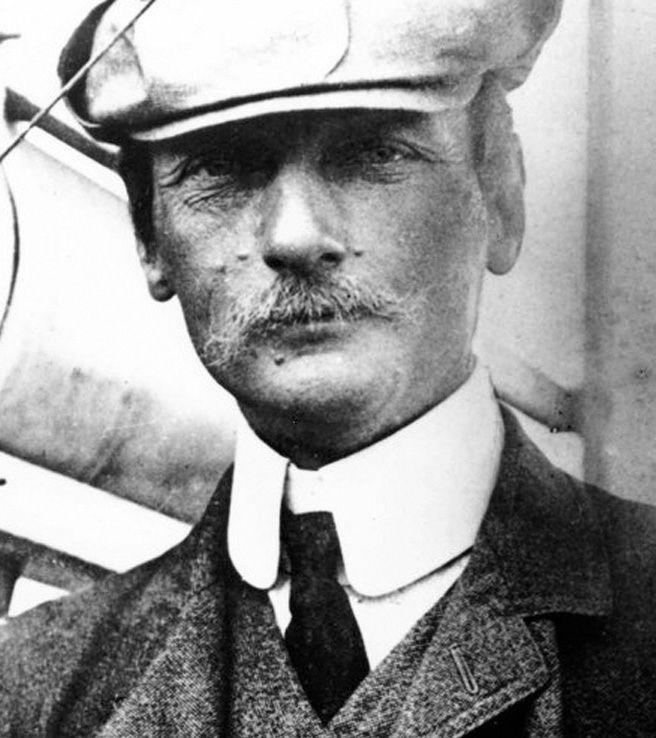
Charles de Lambert
26 februari

| 1 | 2 | 3 | 4 | 5 | 6 | 7 | 8 | 9 | 10 | 11 | 12 | 13 | 14 | 15 | 16 | 17 | 18 | 19 | 20 | 21 | 22 | 23 | 24 | 25 | 26 | 27 | 28 | 29 |
| - | - | - | - | - | - | - | - | - | -- | -- | -- | -- | -- | -- | -- | -- | -- | -- | -- | -- | -- | -- | -- | -- | -- | -- | -- | -- |

### 1 februari
- Piet Mondriaan (71), Nederlands kunstschilder

### 3 februari
- Klaas Uilkema (70), Nederlands onderwijzer en historicus

### 9 februari
- Walter Heitz (65), Duits generaal

### 16 februari
- Bob Zurke (32), Amerikaans jazzpianist en arrangeur

### 19 februari
- Johannes Petrus Judocus Wierts (77), Nederlands toondichter en componist

### 20 februari
- Albert Heijnneman (47), Nederlands atleet en verzetsstrijder

### 25 februari
- Julien Lehouck (47), Belgisch atleet, burgemeester en weerstander

### 26 februari
- Charles de Lambert (78), Frans luchtvaartpionier

### 29 februari
- Pehr Evind Svinhufvud (82), Fins politicus

## Maart

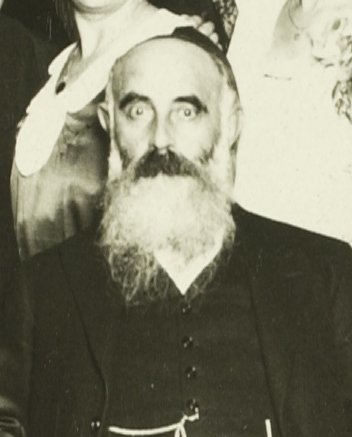
Simon de Vries
24 maart

| 1 | 2 | 3 | 4 | 5 | 6 | 7 | 8 | 9 | 10 | 11 | 12 | 13 | 14 | 15 | 16 | 17 | 18 | 19 | 20 | 21 | 22 | 23 | 24 | 25 | 26 | 27 | 28 | 29 | 30 | 31 |
| - | - | - | - | - | - | - | - | - | -- | -- | -- | -- | -- | -- | -- | -- | -- | -- | -- | -- | -- | -- | -- | -- | -- | -- | -- | -- | -- | -- |

### 5 maart
- Rudolf Harbig (30), Duits atleet

### 9 maart
- Casper ten Boom (84), Nederlands verzetsstrijder

### 10 maart
- Adrien de Groote (33), Belgisch verzetsstrijder

### 11 maart
- Hendrik Willem van Loon (62), Duits-Amerikaans historicus en schrijver

### 21 maart
- Pierre de Caters (68), Belgisch autocoureur en luchtvaartpionier

### 24 maart
- Simon de Vries (73), Nederlands rabbijn, publicist en taalkundige

## April

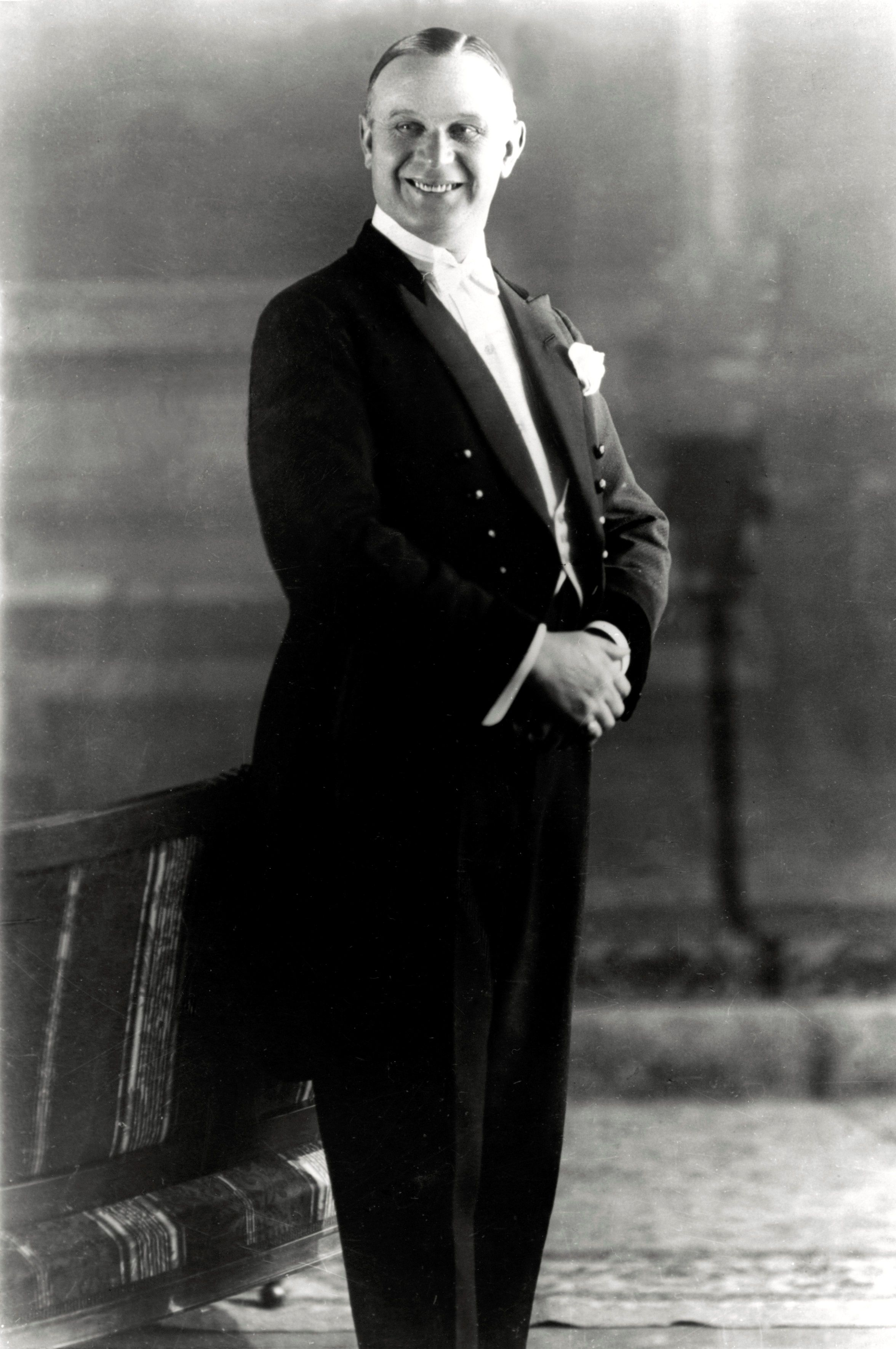
Willy Derby
9 april

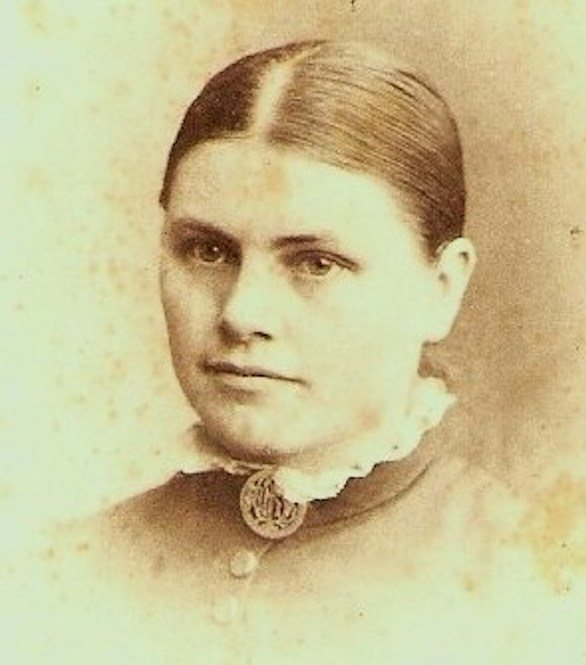
Mary Adela Blagg
14 april

| 1 | 2 | 3 | 4 | 5 | 6 | 7 | 8 | 9 | 10 | 11 | 12 | 13 | 14 | 15 | 16 | 17 | 18 | 19 | 20 | 21 | 22 | 23 | 24 | 25 | 26 | 27 | 28 | 29 | 30 |
| - | - | - | - | - | - | - | - | - | -- | -- | -- | -- | -- | -- | -- | -- | -- | -- | -- | -- | -- | -- | -- | -- | -- | -- | -- | -- | -- |

### 8 april
- Jaap Drukker (63), Nederlands koopman en biljarter
- Frank Knox (70), Amerikaans politicus

### 9 april
- Willy Derby (58), Nederlands zanger

### 13 april
- Cécile Louise Stéphanie Chaminade (86), Frans componiste

### 14 april
- Mary Adela Blagg (85), Engels astronoom

### 15 april
- Nannie van Wehl (63), Nederlands kinderboekenschrijfster

### 21 april
- Hans-Valentin Hube (53), Duits generaal

### 30 april
- Paul Poiret (65), Modeontwerper en uitvinder van de catwalk

## Mei

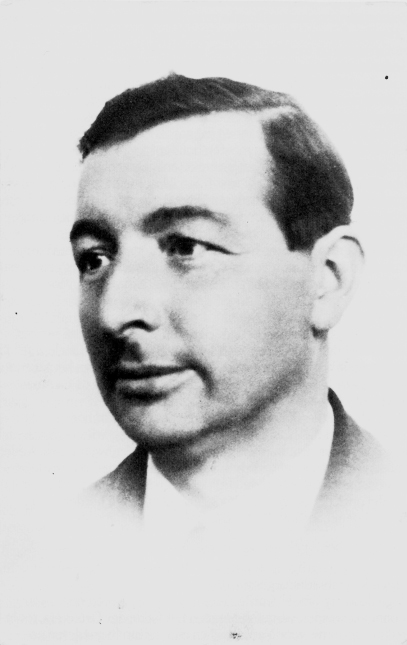
Johannes Hoogendoorn
20 mei

| 1 | 2 | 3 | 4 | 5 | 6 | 7 | 8 | 9 | 10 | 11 | 12 | 13 | 14 | 15 | 16 | 17 | 18 | 19 | 20 | 21 | 22 | 23 | 24 | 25 | 26 | 27 | 28 | 29 | 30 | 31 |
| - | - | - | - | - | - | - | - | - | -- | -- | -- | -- | -- | -- | -- | -- | -- | -- | -- | -- | -- | -- | -- | -- | -- | -- | -- | -- | -- | -- |

### 3 mei
- Margaret Maltby (83), Amerikaanse fysisch scheikundige en feministe

### 20 mei
- Johannes Hoogendoorn (45), Nederlands verzetsstrijder

### 30 mei
- Marinus Adrianus Koekkoek (71), Nederlands tekenaar en schilder

## Juni

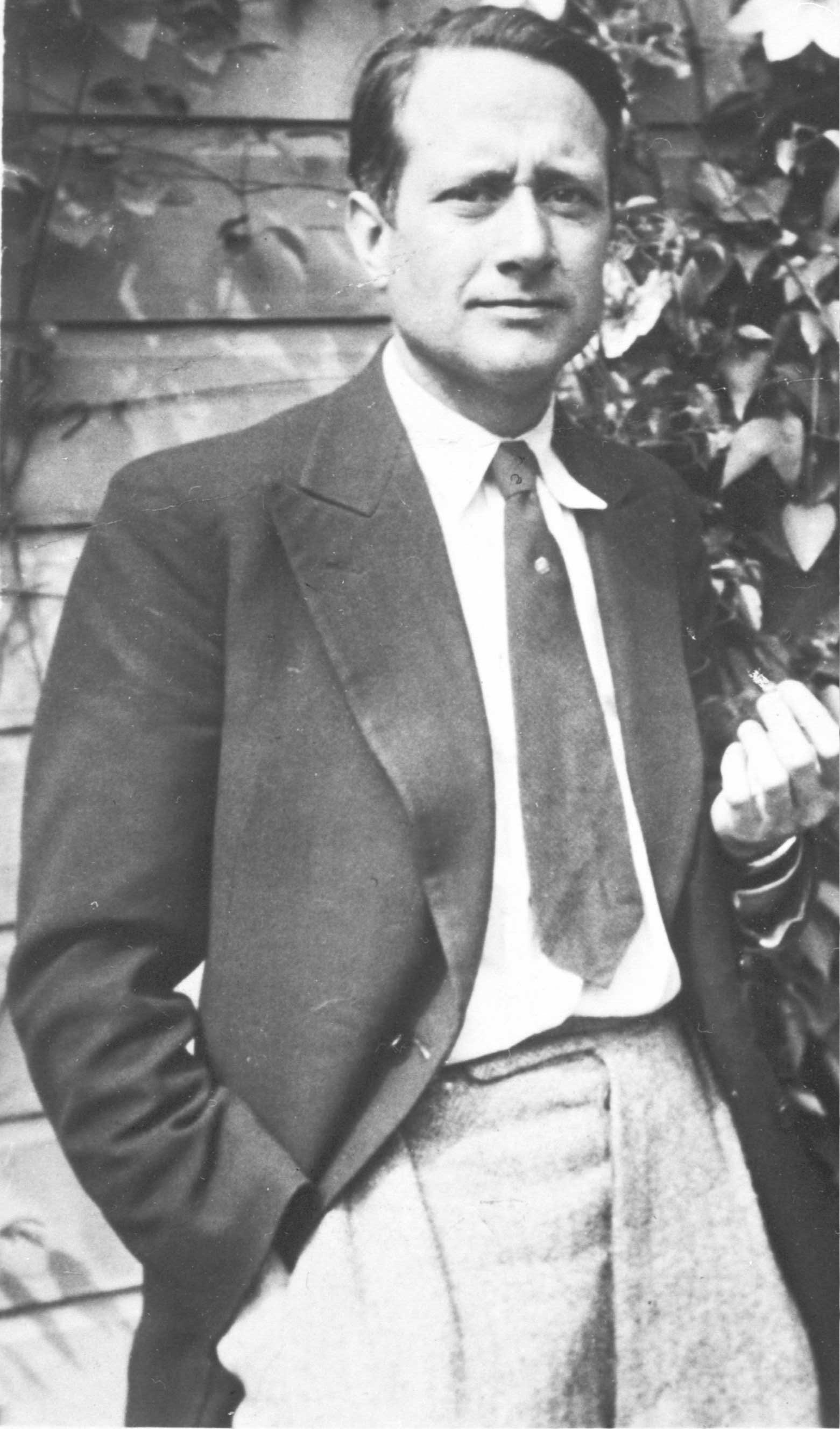
Gerrit van der Veen
10 juni

| 1 | 2 | 3 | 4 | 5 | 6 | 7 | 8 | 9 | 10 | 11 | 12 | 13 | 14 | 15 | 16 | 17 | 18 | 19 | 20 | 21 | 22 | 23 | 24 | 25 | 26 | 27 | 28 | 29 | 30 |
| - | - | - | - | - | - | - | - | - | -- | -- | -- | -- | -- | -- | -- | -- | -- | -- | -- | -- | -- | -- | -- | -- | -- | -- | -- | -- | -- |

### 3 juni
- Sokratis Lagoudakis (82), Grieks atleet en leprabestrijder
- Maup Mendels (75), Nederlands politicus, journalist en advocaat

### 6 juni
- Wilhelm Falley (46), Duits generaal
- Adam van Kan (66), Nederlands wetenschapper

### 10 juni
- Willem Jacob van Stockum (33), Nederlands theoretisch natuurkundige
- Gerrit van der Veen (41), Nederlands verzetsstrijder

### 15 juni
- Cécile de Jong van Beek en Donk (78), Nederlands schrijfster

### 17 juni
- Heinz Hellmich (54), Duits generaal

### 28 juni
- Friedrich Dollmann (62), Duits generaal

## Juli

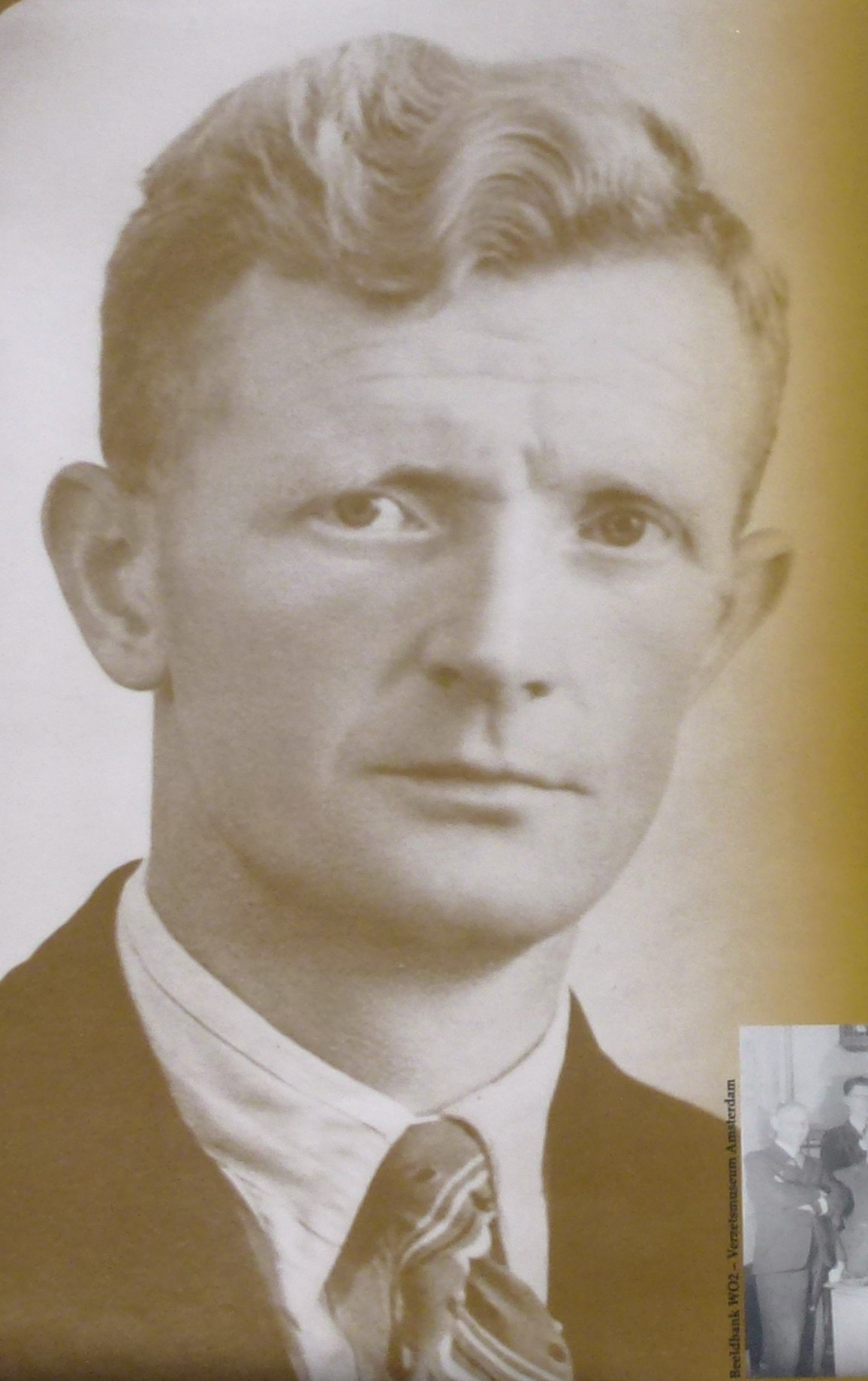
Johannes Post
16 juli

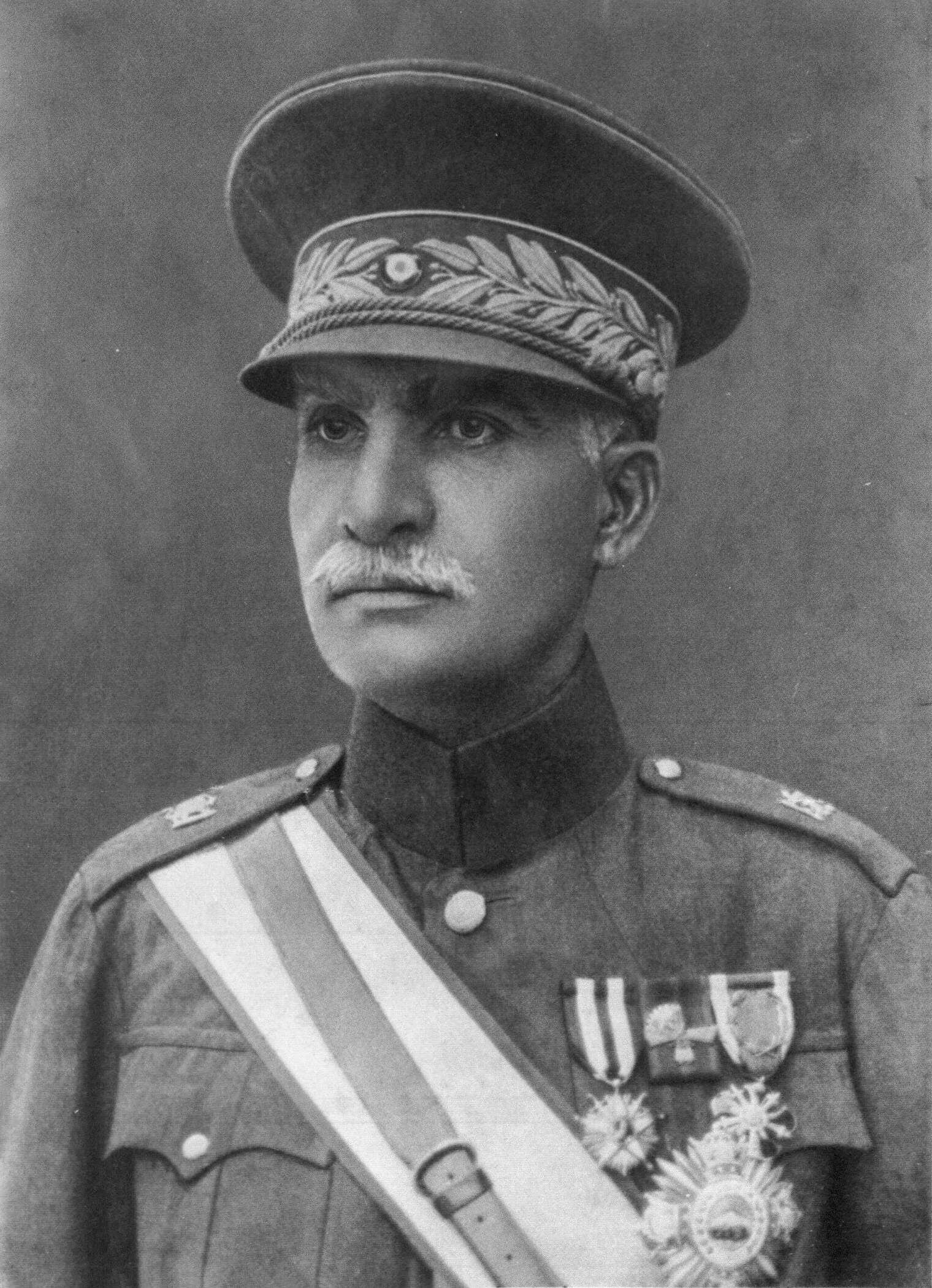
Reza Shah Pahlavi
26 juli

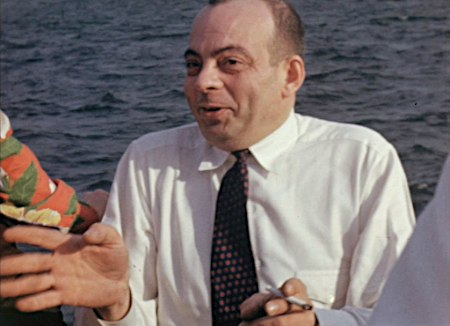
Antoine de Saint-Exupéry
31 juli

| 1 | 2 | 3 | 4 | 5 | 6 | 7 | 8 | 9 | 10 | 11 | 12 | 13 | 14 | 15 | 16 | 17 | 18 | 19 | 20 | 21 | 22 | 23 | 24 | 25 | 26 | 27 | 28 | 29 | 30 | 31 |
| - | - | - | - | - | - | - | - | - | -- | -- | -- | -- | -- | -- | -- | -- | -- | -- | -- | -- | -- | -- | -- | -- | -- | -- | -- | -- | -- | -- |

### 1 juli
- Maurits Colman (55), Belgisch atleet en voetballer

### 6 juli
- Jan Bockma (22), Nederlands Engelandvaarder, verzetsman, geheim agent en vulcaniseur
- Pieter Jacob Kwint (21), Nederlands Engelandvaarder, verzetsman, geheim agent en student
- Pleun Verhoef (24), Nederlands Engelandvaarder, geheim agent en blikwerker

### 16 juli
- Johannes Post (37), Nederlands verzetsstrijder

### 18 juli
- Wim Anderiesen (40), Nederlands voetballer

### 20 juli
- Ludwig Beck (64), Duits generaal

### 21 juli
- Friedrich Olbricht (55), Duits generaal
- Claus Schenk von Stauffenberg (36), Duits kolonel die op 20 juli 1944 een mislukte aanslag pleegde op Adolf Hitler
- Henning von Tresckow (43), Duits generaal

### 23 juli
- Hans von Sponeck (56), Duits generaal

### 26 juli
- Reza Shah Pahlavi (66), Sjah van Perzië (1925-1941)

### 28 juli
- Ralph Fowler (55), Brits natuurkundige en astronoom

### 31 juli
- Heinz Levy (40), Duits-Nederlands bokser
- Antoine de Saint-Exupéry (44), Frans beroepsvlieger en schrijver

## Augustus
| 1 | 2 | 3 | 4 | 5 | 6 | 7 | 8 | 9 | 10 | 11 | 12 | 13 | 14 | 15 | 16 | 17 | 18 | 19 | 20 | 21 | 22 | 23 | 24 | 25 | 26 | 27 | 28 | 29 | 30 | 31 |
| - | - | - | - | - | - | - | - | - | -- | -- | -- | -- | -- | -- | -- | -- | -- | -- | -- | -- | -- | -- | -- | -- | -- | -- | -- | -- | -- | -- |

### 1 augustus
- Manuel Quezon (65), president van het Gemenebest van de Filipijnen

### 6 augustus
- Dietrich Kraiss (54), Duits generaal

### 8 augustus
- Helmuth Stieff (43), Duits generaal

### 10 augustus
- Willem Santema (42), Nederlands verzetsstrijder

### 18 augustus
- Günther von Kluge (61), Duits generaal

### 19 augustus
- Henry Wood (75), Brits componist en dirigent

### 22 augustus
- Reint Dijkema (24), Nederlands verzetsstrijder

## September

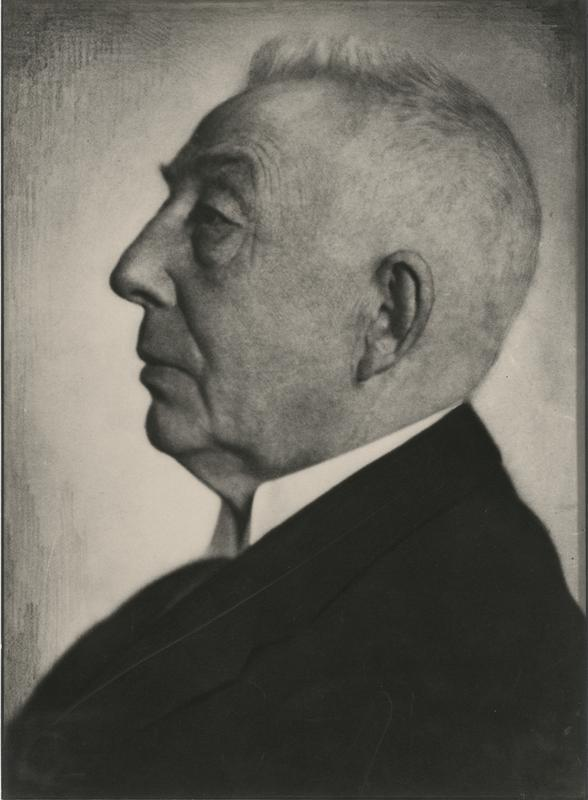
Hendrikus Colijn
18 september

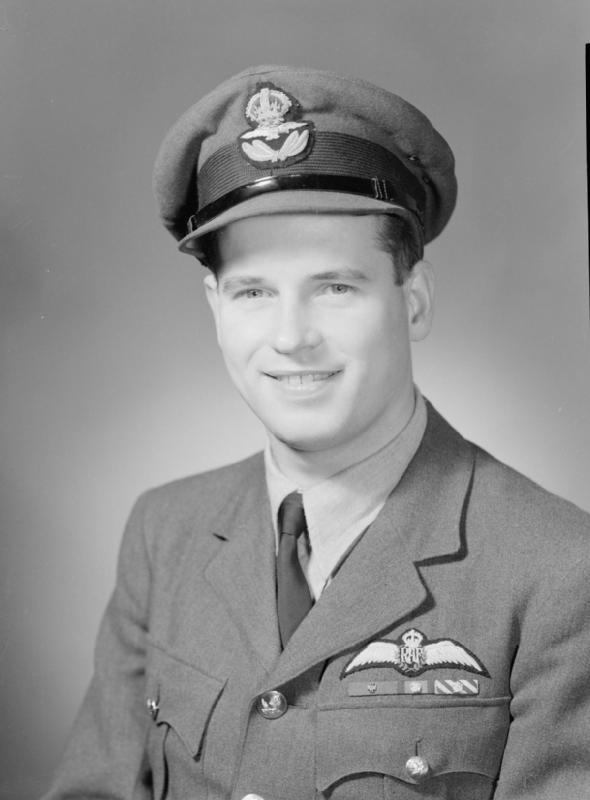
Guy Gibson
19 september

| 1 | 2 | 3 | 4 | 5 | 6 | 7 | 8 | 9 | 10 | 11 | 12 | 13 | 14 | 15 | 16 | 17 | 18 | 19 | 20 | 21 | 22 | 23 | 24 | 25 | 26 | 27 | 28 | 29 | 30 |
| - | - | - | - | - | - | - | - | - | -- | -- | -- | -- | -- | -- | -- | -- | -- | -- | -- | -- | -- | -- | -- | -- | -- | -- | -- | -- | -- |

### 2 september
- Jan Feith (70), Nederlands journalist en schrijver

### 3 september
- František Drdla (75), Tsjechisch violist en componist

### 7 september
- Jan de Haas (Engelandvaarder) (26), Nederlands SOE-agent, omgekomen in Mauthausen
- Antonius Johannes Wegner (28), Nederlands SOE-agent, omgekomen in Mauthausen

### 8 september
- Jan van Gilse (63), Nederlands componist

### 9 september
- Oscar Naert (31), Belgisch atleet

### 14 september
- Robert Benoist (49), Frans autocoureur en verzetsstrijder
- Noor Inayat Khan (30), Indiaas verzetsstrijdster

### 15 september
- Henri Jonas (66), Nederlands beeldend kunstenaar

### 16 september
- Charles Marion (57), Frans ruiter en politicus

### 18 september
- Hendrikus Colijn (75), Nederlands staatsman

### 19 september
- Guy Gibson (26), Brits bombardementspiloot
- Jan van Hoof (22), Nederlands student en verzetsstrijder

### 20 september
- Samuël Swarts (27), Nederlands verzetsstrijder

### 27 september
- Aristide Maillol (82), Catalaans-Frans beeldhouwer en kunstenaar

### 29 september
- Harry Chamberlin (57), Amerikaans ruiter

## Oktober

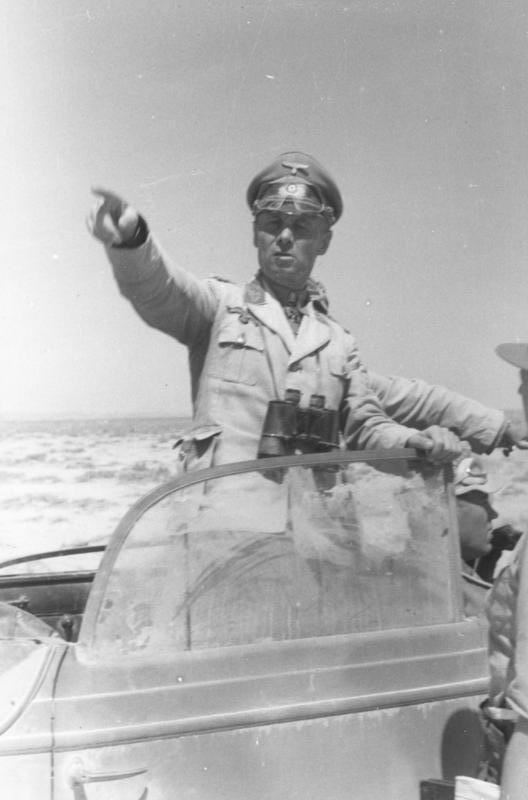
Erwin Rommel
14 oktober

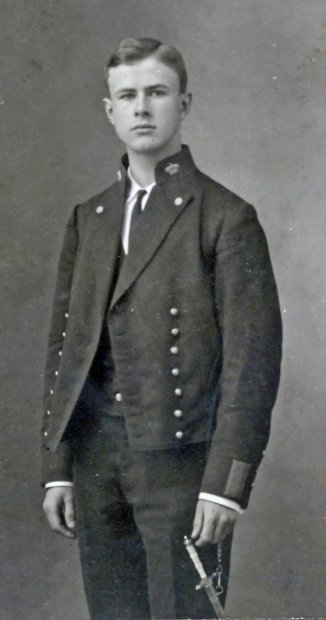
Iman Jacob van den Bosch
28 oktober

| 1 | 2 | 3 | 4 | 5 | 6 | 7 | 8 | 9 | 10 | 11 | 12 | 13 | 14 | 15 | 16 | 17 | 18 | 19 | 20 | 21 | 22 | 23 | 24 | 25 | 26 | 27 | 28 | 29 | 30 | 31 |
| - | - | - | - | - | - | - | - | - | -- | -- | -- | -- | -- | -- | -- | -- | -- | -- | -- | -- | -- | -- | -- | -- | -- | -- | -- | -- | -- | -- |

### 2 oktober
- Julian Felipe (84), Filipijns componist
- Rose Jakobs (19), onderduikster en dagboekschrijfster

### 3 oktober
- Herman Frijda (57), Nederlands econoom

### 6 oktober
- Karl-Heinz Rosch (18), Duits Wehrmacht-soldaat

### 11 oktober
- Józef Kałuża (48), Pools voetballer

### 12 oktober
- Klara Borstel-Engelsman (102), oudste slachtoffer van de Holocaust in Nederland

### 14 oktober
- Erwin Rommel (52), Duits veldmaarschalk

### 18 oktober
- Viktor Ullmann (46), Tsjechisch dirigent en componist

### 23 oktober
- Gerrit Rotman (51), Nederlands striptekenaar

### 24 oktober
- Louis Renault (67), Frans autofabrikant

### 26 oktober
- Beatrice van Saksen-Coburg en Gotha (87), dochter van koningin Victoria, prinses van het Verenigd Koninkrijk

### 28 oktober
- Iman van den Bosch (53), Nederlands verzetsstrijder

### 30 oktober
- Erna Abramowitz (40), Nederlands zangeres

## November

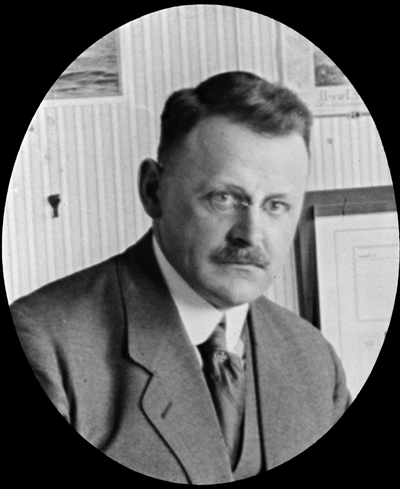
Hanso Idzerda
3 november

| 1 | 2 | 3 | 4 | 5 | 6 | 7 | 8 | 9 | 10 | 11 | 12 | 13 | 14 | 15 | 16 | 17 | 18 | 19 | 20 | 21 | 22 | 23 | 24 | 25 | 26 | 27 | 28 | 29 | 30 |
| - | - | - | - | - | - | - | - | - | -- | -- | -- | -- | -- | -- | -- | -- | -- | -- | -- | -- | -- | -- | -- | -- | -- | -- | -- | -- | -- |

### 3 november
- Hanso Idzerda (59), Nederlands radio-pionier

### 4 november
- John Dill (62), Brits maarschalk

### 5 november
- Alexis Carrel (71), Frans medisch wetenschapper en Nobelprijswinnaar

### 6 november
- Jan van der Sloot (33), Nederlands politieman en verzetsstrijder

### 11 november
- Samuel Henriquez de Granada (71), Surinaams bestuurder en politicus
- Casper Naber (38), Nederlands verzetsstrijder

### 21 november
- Adolf Jäger (55), Duits voetballer

### 27 november
- Leonid Mandelstam (65), Russisch natuurkundige

### 28 november
- Lode Zielens (43), Vlaams schrijver

## December

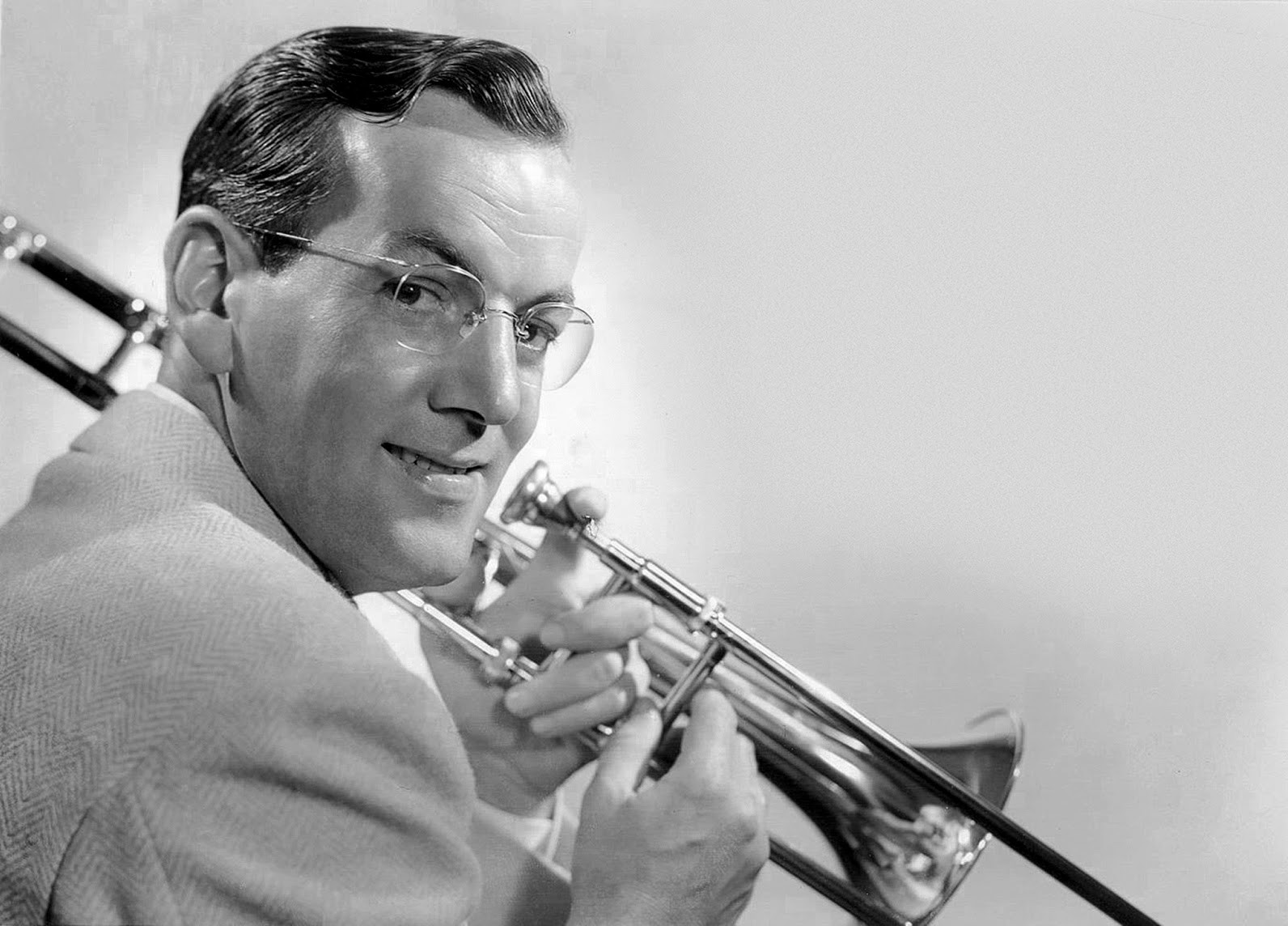
Glenn Miller
15 december

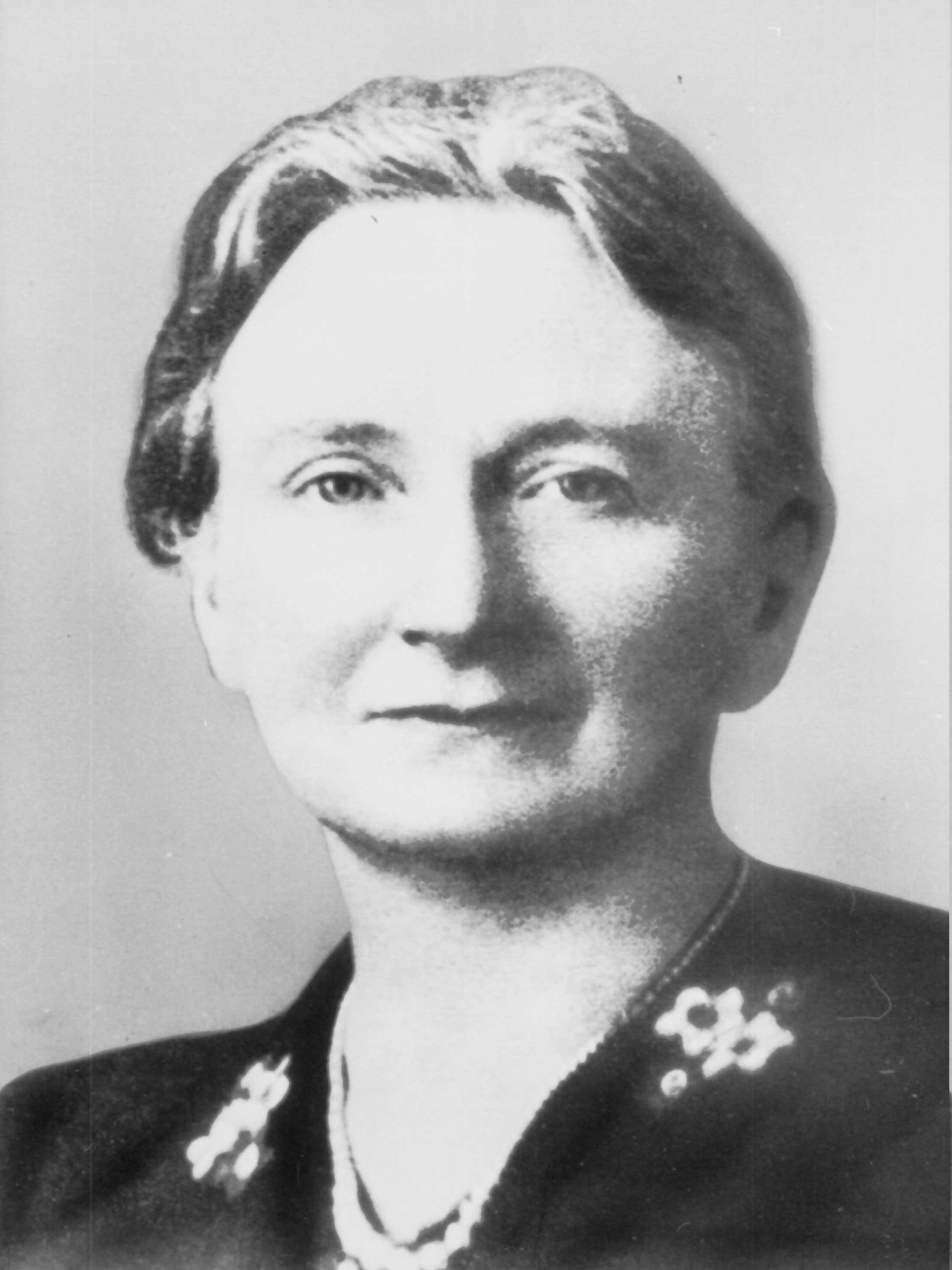
Helena Kuipers-Rietberg
27 december

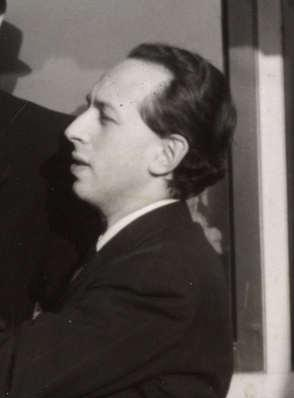
Gustav Czopp
30 december

| 1 | 2 | 3 | 4 | 5 | 6 | 7 | 8 | 9 | 10 | 11 | 12 | 13 | 14 | 15 | 16 | 17 | 18 | 19 | 20 | 21 | 22 | 23 | 24 | 25 | 26 | 27 | 28 | 29 | 30 | 31 |
| - | - | - | - | - | - | - | - | - | -- | -- | -- | -- | -- | -- | -- | -- | -- | -- | -- | -- | -- | -- | -- | -- | -- | -- | -- | -- | -- | -- |

### 2 december
- Jaap Engelaan (39), Nederlands verzetsstrijder

### 3 december
- Andreas van Griekenland (62), Grieks prins

### 11 december
- Antonius Nieuwenhuisen (49), Nederlands verzetsstrijder

### 13 december
- Wassily Kandinsky (78), Russisch-Frans expressionistisch kunstschilder

### 15 december
- Glenn Miller (40), Amerikaans bandleider

### 19 december
- Lionel Wendt (44), Sri Lankaans fotograaf

### 21 december
- Isabelino Gradín (47), Uruguayaans voetballer

### 27 december
- Helena Kuipers-Rietberg (51), Nederlands verzetsstrijdster
- Amy Beach (77), Amerikaans componiste

### 30 december
- Gustav Czopp (35), Nederlands journalist en acteur
- Romain Rolland (78), Frans schrijver
- Maurits Wagenvoort (85), Nederlands schrijver

## Datum onbekend
- Willy Rosen (50), Duits cabaretier

1900 ·
1901 ·
1902 ·
1903 ·
1904 ·
1905 ·
1906 ·
1907 ·
1908 ·
1909 ·
1910 ·
1911 ·
1912 ·
1913 ·
1914 ·
1915 ·
1916 ·
1917 ·
1918 ·
1919 ·
1920 ·
1921 ·
1922 ·
1923 ·
1924 ·
1925 ·
1926 ·
1927 ·
1928 ·
1929 ·
1930 ·
1931 ·
1932 ·
1933 ·
1934 ·
1935 ·
1936 ·
1937 ·
1938 ·
1939 ·
1940 ·
1941 ·
1942 ·
1943 ·
1944 ·
1945 ·
1946 ·
1947 ·
1948 ·
1949 ·
1950 ·
1951 ·
1952 ·
1953 ·
1954 ·
1955 ·
1956 ·
1957 ·
1958 ·
1959 ·
1960 ·
1961 ·
1962 ·
1963 ·
1964 ·
1965 ·
1966 ·
1967 ·
1968 ·
1969 ·
1970 ·
1971 ·
1972 ·
1973 ·
1974 ·
1975 ·
1976 ·
1977 ·
1978 ·
1979 ·
1980 ·
1981 ·
1982 ·
1983 ·
1984 ·
1985 ·
1986 ·
1987 ·
1988 ·
1989 ·
1990 ·
1991 ·
1992 ·
1993 ·
1994 ·
1995 ·
1996 ·
1997 ·
1998 ·
1999 ·
2000 ·
2001 ·
2002 ·
2003 ·
2004 ·
2005 ·
2006 ·
2007 ·
2008 ·
2009 ·
2010 ·
2011 ·
2012 ·
2013 ·
2014 ·
2015 ·
2016 ·
2017 ·
2018 ·
2019 ·
2020 ·
2021 ·
2022 ·
2023 ·
2024 ·
2025